# Reach the Sky
Reach The Sky är en  EP (Maxisingel) av den svenska artisten YOHIO. På skivan finns bland annat singeln Sky Limit. Skivan släpptes 25 april 2012. EP:n är för tillfället borta från Spotify, anledningen okänd.

## Låtlista
1. Reach - 4:01
2. Sky Limit - 3:50
3. Frantic Elegance - 3:16
4. Dawn Of Dreams - 4:11
5. Wihout Wings - 4:33
6. Angel's Waltz - 2:48